# Disocactus flagelliformis
Espèce
Synonymes
- Aporocactus flagelliformis (L.) Lem.
- Cactus flagelliformis L.

Classification phylogénétique
Statut CITES
Disocactus flagelliformis, appelé également cactus queue-de-rat, est une espèce de plantes à fleurs de la famille des Cactaceae, originaire du Mexique.

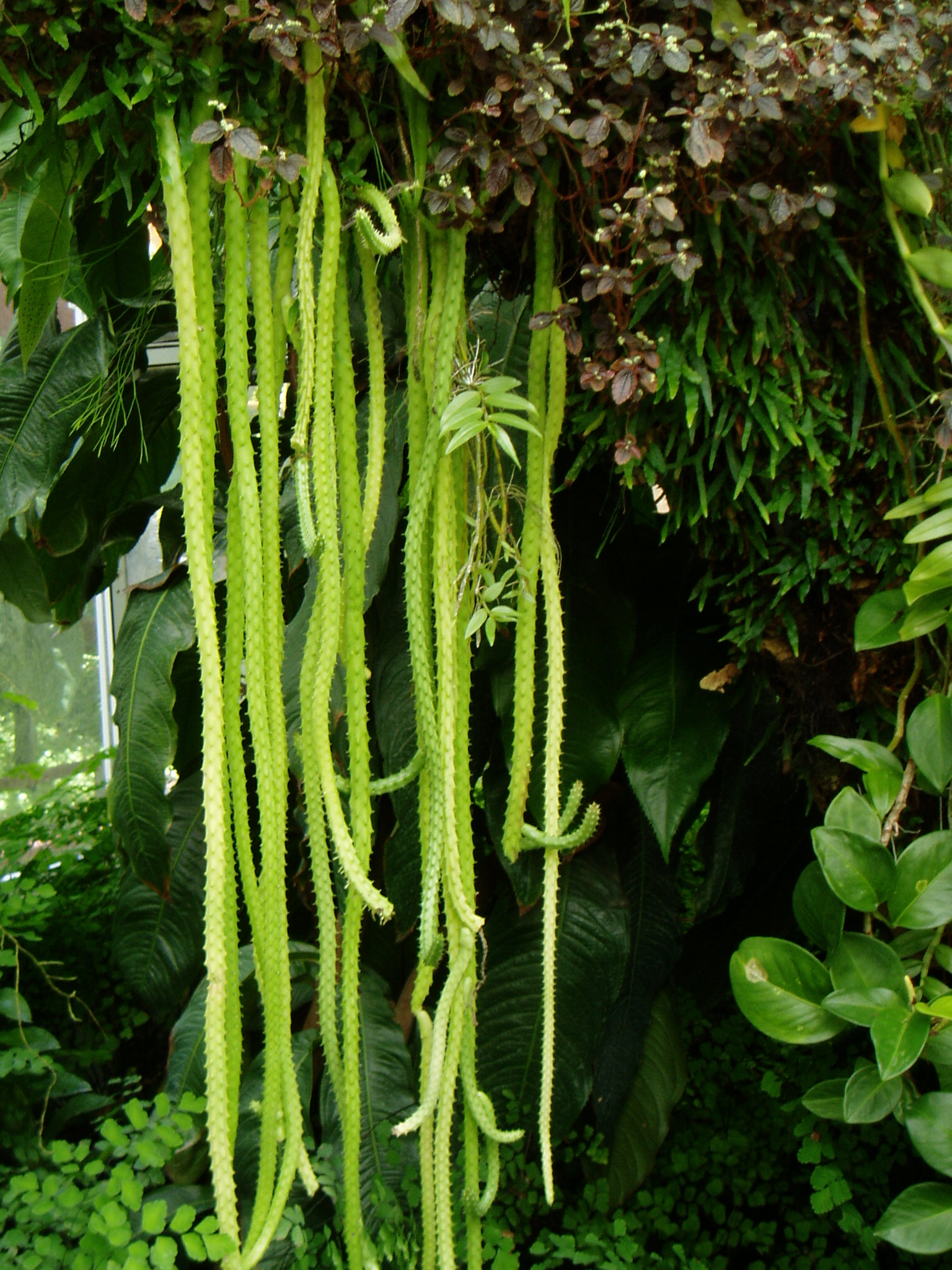
Disocactus flagelliformis.

## Description
Cactus épiphyte, Disocactus flagelliformis est doté de nombreuses tiges ramifiées dès la base, retombantes ou dressées, fines et longues, cylindriques, allant jusqu’à un mètre de long pour deux centimètres de diamètre. Il présente, en outre, huit à treize côtes peu marquées aux aréoles espacées de six à dix millimètres. Il présente occasionnelle des racines aériennes. Il porte 6 à 10 aiguillons externes dorés, brunâtres à la base, aciculés, et longs de 5 à 7 mm ainsi que 3 ou 4 aiguillons centraux plus foncés.